# Nostrale di Rigali
La Nostrale di Rigali è una cultivar di olivo umbra.

## Caratteristiche

### Generalità
Originario dell'omonima frazione di Gualdo Tadino, comune sull'appennino umbro-marchigiano, è noto per l'alta resistenza a freddo e gelate. Per il resto è albero di discreta vigoria, con chioma di ampia e folta, è ben impollinato dalla cultivar orbetana detta anche Raggio (ogni due nostrale 1 orbetana che oltre a impollinare arricchisce la qualità organolettica dell'olio: fruttato medio intenso e amaro); è adatta alla raccolta meccanica. 
La spiccata sensibilità alla mosca olearia può essere attenuata nel caso di impianti ad altitudine elevata (max 800m).
Da alcuni anni è introdotta anche nel nord Italia grazie alla sua resistenza al freddo, tuttavia viene colpita continuamente dall'occhio di pavone a causa delle lunghe piogge autunnali tipiche del clima cisalpino.
Va segnalata la sensibilità alla erinosi da acari dell'olivo. I sintomi sono: foglie giovani deformate con macchie brune sulla pagina inferiore, foglie vecchie con pagina superiore a buccia d'arancia. Caduta delle mignole anticipata e deformazione dei frutti. L'erinosi è una patologia grave in grado di compromettere totalmente il raccolto ma se trascurata la vita della pianta in quanto può portare a virosi. Da segnalare che oltre allo zolfo non esiste alcuna sostanza registrata su olivo in grado di debellare l'acaro ma il polsolfuro di calcio ha, da recenti prove in campo, debellato totalmente la malattia.

### Fiori e frutti
L'infiorescenza è nella media sia in lunghezza che per numero di mignole; l'aborto ovarico è elevatissimo (80%).

### Produzione e olio
Entra in produzione precocemente; ha una produttività media e costante, con abbondante contenuto in olio (23-26%). Quest'ultimo è a bassa acidità, ricco in polifenoli e di colore giallo-verde; al gusto è delicato, fruttato, dolce con sentore di piccante.